# Комуністична держава

Карта країн, які заявили про себе або були оголошені комуністичними державами за марксистсько-ленінським або маоїстським визначенням у певний момент своєї історії (зауважимо, що не всі ці країни були марксистсько-ленінськими або маоїстськими одночасно)

Комуністична держава, або марксистсько-ленінська держава, є державою, якою керує єдина партія з марксистсько-ленінською філософією.
Було декілька випадків існування комуністичних держав з функціонуючими процесами політичної участі, які включали кілька інших безпартійних організацій (профспілки, фабричні комітети та пряма демократична участь). Термін «комуністична держава» використовується західними істориками, політологами та засобами масової інформації для позначення цих країн. Проте, попри західну термінологію, ці держави не проголошують себе «комуністичними» та не стверджують, що вони досягли комунізму. Вони називають себе соціалістичними або робочими державами, які перебувають у процесі побудови соціалізму .
Комуністичні держави зазвичай керуються єдиним централізованим партійним апаратом. Хоч деякі держави і створюють враження наявності декількох політичних партій, усі вони контролюються єдиною централізованою партією. Ці партії, як правило, є марксистсько-ленінськими або їхніми варіаціями (включаючи маоїзм у Китаї) з офіційною метою досягнення соціалізму та просування до комуністичного суспільства. Марксисти зазвичай називають ці держави диктатурами пролетаріату або диктатурами робітничого класу, де робітничий клас є правлячим класом країни на відміну від капіталізму, де правлячим класом є буржуазія.

## Розвиток комуністичних держав
У 20-му столітті перша в світі конституційна соціалістична держава була в Росії у 1917 році. У 1922 році вона приєдналася до інших колишніх територій імперії, утворивши Союз Радянських Соціалістичних Республік (СРСР). Після Другої світової війни Радянська Армія окупувала значну частину Східної Європи, сприяючи створенню в цих країнах комуністичних держав. Більшість комуністичних держав Східної Європи були союзниками Радянського Союзу, за винятком Югославії, яка оголосила себе неприєднаною. У 1949 році, після війни проти японської окупації та громадянської війни, що призвела до перемоги комуністів, була створена Китайська Народна Республіка (КНР). Комуністичні держави також були засновані в Камбоджі, Кубі, Лаосі та В'єтнамі. Комуністична держава була створена в Північній Кореї, хоча пізніше вона прийняла власну ідеологію під назвою «Чучхе». У 1989 році комуністичні держави Східної Європи розпалися під тиском громадськості протягом хвилі ненасильницьких рухів, які призвели до розпаду Радянського Союзу в 1991 році. Сьогодні чинні комуністичні держави у світі розташовані в Китаї, Кубі, Лаосі та В'єтнамі.
Ці комуністичні держави часто не стверджують, що досягли соціалізму чи комунізму у своїх країнах, а заявляють, що розбудовують та працюють у напрямку встановлення соціалізму. Наприклад, у преамбулі Конституції Соціалістичної Республіки В'єтнам зазначається, що В'єтнам увійшов у перехідний період між капіталізмом та соціалізмом після того, як країна була реінтегрована під керівництвом комуністичної партії у 1976 році. У Конституції Республіки Куба 1992 р. зазначено, що роль Комуністичної партії полягає у тому, щоб «направити спільні зусилля на досягнення цілей і побудову соціалізму».

## Державні установи в комуністичних державах
Усі комуністичні держави мають подібні інституції, які функціонують згідно з постулатом, що Комуністична партія є авангардом пролетаріату та представляє довгострокові інтереси народу. Доктрина демократичного централізму, розроблена Володимиром Леніним як сукупність принципів, що використовуються у внутрішніх справах Комуністичної партії, поширюється і на суспільство в цілому.
Згідно з демократичним централізмом, усі лідери повинні обиратися народом та всі пропозиції мають обговорюватися відкрито. Але щойно рішення буде схвалено, всі громадяни зобов'язані виконувати це рішення, і всі дебати мають закінчитися. При застосуванні в політичній партії демократичний централізм має на меті запобігти фракціонізму та розколу. Стосовно цілої держави демократичний централізм утворює однопартійну систему.
Конституції більшості комуністичних держав описують свою політичну систему як форму демократії. Таким чином, вони визнають суверенітет народу, закріплений у низці представницьких парламентських інституцій. У таких державах немає розподілу влади, замість цього існує один національний законодавчий орган (наприклад, Верховна Рада в Радянському Союзі), який вважається вищим органом державної влади і який є юридично вищим за виконавчу та юридичну гілки влади.
Така національна законодавча політика в комуністичних державах часто має подібну структуру з парламентами, що існують у ліберальних республіках, з двома суттєвими відмінностями: по-перше, депутати, обрані до цих національних законодавчих органів, не представляють інтереси будь-якого окремого округу (натомість — довгострокові інтереси народу в цілому); по-друге, всупереч пораді Маркса законодавчі органи комуністичних держав не перебувають на постійній сесії. Вони збираються один або декілька разів на рік на засіданнях, які зазвичай тривають лише кілька днів.
Коли національний законодавчий орган не перебуває на засіданні, його повноваження передаються меншій раді (часто називається президією), яка поєднує законодавчу та виконавчу владу і в деяких комуністичних державах (наприклад, Радянському Союзі до 1990 року), виступає як колективний голова держави. У деяких системах президія складається з важливих членів Комуністичної партії, які голосують за рішення комуністичної партії, надаючи їм статусу законів.

### Державні соціальні інституції
Особливістю комуністичних держав є існування численних громадських об'єднань, які утримуються та фінансуються державою (профспілки; молодіжні організації; жіночі організації; асоціації вчителів, письменників, журналістів та інших фахівців; споживчі кооперативи; спортивні клуби тощо). Ці організації інтегровані у політичну систему держави.
У комуністичних державах громадські об'єднання мають сприяти соціальній єдності та згуртованості, слугувати сполучною ланкою між урядом та суспільством і створювати майданчик для набору нових членів комуністичної партії.

### Політична влада
Історично склалося так, що у багатьох соціалістичних державах панувала однопартійна монополія. Деякі комуністичні уряди, такі як Північна Корея, Східна Німеччина або Чехословаччина, мають або мали більше однієї політичної партії, але всі другорядні партії зобов'язані при цьому підпорядковуватися керівництву комуністичної партії. У комуністичних державах уряд може не дозволяти критику політики, яка вже була реалізована в минулому або впроваджується зараз.
Але разом з цим, в історії були випадки, коли комуністичні партії вигравали вибори та правили в контексті багатопартійних демократій, не намагаючись при цьому створити однопартійну державу. Таким чином, ці суб'єкти не підпадають під визначення комуністичної держави. Прикладами є Сан-Марино, Нікарагуа (1979—1990), Молдова, Непал (нині), Кіпр та індійські штати Керала, Західна Бенгалія та Трипура.

## Критика
Такі країни, як Радянський Союз і Китай, зазнали критики з боку західних авторів та організацій на основі відсутності багатопартійної західної демократії на додаток до низки інших сфер, де соціалістичні суспільства істотно відрізняються від західних. Наприклад, соціалістичні суспільства зазвичай характеризуються державною власністю чи суспільною власністю на засоби виробництва або власність перебуває у відомстві партійних організацій, демократично обраних рад, комун та кооперативних структур — на противагу ліберально-демократичній капіталістичній парадигмі управління вільним ринком власності та контролю з боку корпорацій і приватних осіб. Комуністичні держави також зазнають критики за надмірний вплив і участь правлячих партій у житті суспільства разом з відсутністю визнання деяких західних законних прав і свобод, таких як право власності на приватну власність і обмеження права до свободи слова.
Радянські захисники та соціалісти відреагували на ці критичні зауваження, підкресливши ідеологічні відмінності в концепції «свободи». Макфарланд та Агєєв відзначали, що "марксистсько-ленінські ідеї применшують принцип невтручання держави (наприклад, коли житлові умови визначаються здатністю людини платити), а також [засуджує] широкі відмінності в особистих багатствах, які не засуджує Захід. Замість цього радянські ідеологи підкреслювали рівність — безкоштовну освіту і медичне обслуговування, невелику розбіжність у житлових умовах або зарплатах і т. д. " На прохання прокоментувати той факт, що колишні громадяни комуністичних держав користуються більшими свободами, Хайнц Кесслер, колишній міністр національної оборони Східної Німеччини, відповів: "Мільйони людей у Східній Європі тепер вільні від роботи, вільні від безпечних вулиць, вільні від охорони здоров'я, вільні від соціального забезпечення ". Рання політика економічного розвитку комуністичних держав зазнала критики, тому що вона зосереджувалася в першу чергу на розвитку важкої промисловості.
У своїй критиці держав з марксистсько-ленінською ідеологією, економіст Міхаель Еллман з Амстердамського університету зазначає, що такі держави вигідно конкурують із західними державами у деяких показниках здоров'я, таких як дитяча смертність та тривалість життя. Аналогічно, власний аналіз зіставлення очікуваної тривалості життя Амартія Сена виявив, що кілька марксистсько-ленінських держав досягли значних успіхів у цьому напрямку. Амартій Сен прокоментував результати аналізу: «одна думка, яка автоматично виникає, полягає в тому, що комунізм добре підходить для ліквідації бідності». Розпад Радянського Союзу супроводжувався швидким зростанням бідності, рівня злочинності, корупції, безробіття, втрати житла, частоти захворювань і нерівності доходів разом зі зниженням споживання калорій, тривалості життя, грамотності дорослих та рівня доходів.

## Список комуністичних держав у теперішній час

Карта комуністичних держав (1993 — теперішній час)

Наведені нижче країни є однопартійними державами, в яких переплелітаються інститути правлячої комуністичної партії і держави. Вони, як правило, є прихильниками марксизму-ленінізму. Держави перераховані у списку разом із роком заснування та відповідними правлячими партіями.
| Країна                                                     | Назва місцевою мовою                                                                   | Дата заснування                                                                                                | Правляча партія                |
| ---------------------------------------------------------- | -------------------------------------------------------------------------------------- | --- | ------------------------------ |
| КНР — Китайська Народна Республіка                         | Китайською : 中华人民共和国 Піньїнь : Zhōnghuá Rénmín Gônghéguó                        | 1 жовтня 1949                                                                                                  | Комуністична партія Китаю      |
| Куба — Республіка Куба                                     | Іспанською : República de Cuba                                                         | 1 липня 1961                                                                                                   | Комуністична партія Куби       |
| Лаос — Лаоська Народно-демократична Республіка             | Лао: Sathalanalat Paxathipatai Paxaxon Lao                                             | 2 грудня 1975                                                                                                  | Народна революційна партія Лао |
| В'єтнам — Соціалістична Республіка В'єтнам                 | В'єтнамською: Cộng hòa xã hội chủ nghĩa Việt Nam                                       | 2 серпня 1945 (північна частина В'єтнаму) 30 квітня 1975 (південна частину В'єтнаму) 2 липня 1976 (об'єднання) | Комуністична партія В'єтнаму   |
| Північна Корея — Корейська Народно-Демократична Республіка | Корейською: 조선민주주의인민공화국 Новою корейською: Chosŏn Minjujuŭi Inmin Konghwaguk | 9 вересня 1948                                                                                                 | Робоча партія Кореї            |

## Багатопартійні держави з керівними комуністичними партіями
Є багатопартійні держави з комуністичними партіями, які очолюють уряд. Такі держави не вважаються комуністичними, оскільки допускають існування різних партій та не забезпечують конституційної ролі своїх комуністичних партій.
- Непал: Комуністична партія Непалу є основною партією в урядовій коаліції.
- Індія: Комуністична партія Індії є правлячою в уряді південного штату Керала.
- Бразилія: Комуністична партія Бразилії є правлячою в уряді північного штату Мараньян.
- Росія: Комуністична партія Російської Федерації є правлячою партією в регіональних урядах Іркутської та Орловської областей.

Сан-Марино (1945—1957), Молдова (2001—2009), Кіпр (2001—2013) та Гаяна (1992—2015) також мали в історії періоди офіційного правління Комуністичної партії.

### Загальна
- Gungwu, Wang (2012). China: Development and Governance. World Scientific Publishing Company. с. 12—13. ISBN 978-9814425841.
- XIX з'їзд КПК (2017). Конституція Комуністичної партії Китаю. Комуністична партія Китаю.

### Статті журналів
- Bui, T. (2016). Constitutionalizing Single Party Leadership in Vietnam: Dilemmas of Reform (PDF). Asian Journal of Comparative Law. Cambridge University Press. 11 (2): 219—234. doi:10.1017/asjcl.2016.22. Архів оригіналу (PDF) за 28 Грудня 2020. Процитовано 28 Квітня 2020.
- Chang, Yu-nan (August 1956). The Chinese Communist State System Under the Constitution of 1954. The Journal of Politics. The University of Chicago Press on behalf of the Southern Political Science Association. 18 (3): 520—546. doi:10.2307/2127261. JSTOR 2127261.
- Guins, George (July 1950). Law Does not Wither Away in the Soviet Union. The Russian Review. Wiley on behalf of The Editors and Board of Trustees of the Russian Review. 9 (3): 187—204. doi:10.2307/125763. JSTOR 125763.
- Hand, Keith (August 1956). An Assessment of Socialist Constitutional Supervision Models and Prospects for a Constitutional Supervision Committee in China: The Constitution as Commander?. Legal Studies Research Paper Series. University of California (150).
- Hazard, John (August 1975). Soviet Model for Marxian Socialist Constitutions. Cornell Law Review. Cornell University. 60 (6): 109—118. Архів оригіналу за 29 Серпня 2021. Процитовано 31 Березня 2022.
- Imam, Zafar (July–September 1986). The Theory of the Soviet State Today. The Indian Journal of Political Science. Indian Political Science Association. 47 (3): 382—398. JSTOR 41855253.
- Keith, Richard (March 1991). Chinese Politics and the New Theory of "Rule of Law". The China Quarterly. Cambridge University Press on behalf of the School of Oriental and African Studies. 125 (125): 109—118. doi:10.1017/S0305741000030320. JSTOR 654479.
- Kokoshin, Andrey (October 2016). 2015 Military Reform in the People's Republic of China (PDF). Belfer Center Paper. Belfer Center for Science and International Affairs. Архів оригіналу (PDF) за 28 Липня 2020. Процитовано 28 Квітня 2020.
- Kramer, Mark N. (October 2016). Civil-Military Relations in the Warsaw Pact: The East European Component. International Affairs. Oxford University Press on behalf of the Royal Institute of International Affairs. 61 (1): 45—66. doi:10.2307/2619779. JSTOR 2619779.
- Miller, Alice (January 2018). The 19th Central Committee Politburo (PDF). China Leadership Monitor. Hoover Institute (55). Архів оригіналу (PDF) за 15 Лютого 2021. Процитовано 28 Квітня 2020.
- Mulvenon, James (January 2018). The Cult of Xi and the Rise of the CMC Chairman Responsibility System (PDF). China Leadership Monitor. Hoover Institute (55). Архів оригіналу (PDF) за 8 Березня 2021. Процитовано 28 Квітня 2020.
- Poelzer, Greg (1989). An analysis of Grenada as a socialist-oriented state (Дипломна робота). Carleton University. Архів оригіналу за 28 Липня 2020. Процитовано 28 Квітня 2020.
- Skilling, H. Gordon (January 1961). People's Democracy and the Socialist Revolution: A Case Study in Communist Scholarship. Part I. Soviet Studies. Т. 12, № 3.  Taylor & Francis, Ltd. с. 241—262.
- Snyder, Stanley (1987). Soviet troop control and the power distribution (Дипломна робота). Naval Postgraduate School.
- National Foreign Assessment Center (1980). Political Control of the Soviet Armed Forces (PDF) (Звіт). Central Intelligence Agency. Архів оригіналу (PDF) за 15 Травня 2017. Процитовано 28 Квітня 2020.
- Steiner, Arthur (1951). The Role of the Chinese Communist Party. The Annals. Sage Publications, Inc. in association with the American Academy of Political and Social Science. 277: 56—66. JSTOR 1030252.
- Tang, Peter S. H. (February 1980). The Soviet, Chinese and Albanian Constitutions: Ideological Divergence and Institutionalized Confrontation?. Studies in Soviet Thought. Springer Publishing. 21 (1): 39—58. doi:10.1007/BF00832025. JSTOR 20098938.pdf.
- Thayer, Carlyle (2011). Military politics in contemporary Vietnam (PDF). У Mietzner, Marcus (ред.). The Political Resurgence of the Military in Southeast Asia: Conflict and Leadership. Routledge. ISBN 9780415460354. Архів оригіналу (PDF) за 8 Квітня 2020. Процитовано 28 Квітня 2020.
- Quigley, John (Autumn 1989). Socialist Law and the Civil Law Tradition (PDF). The American Journal of Comparative Law. Oxford University Press. 37 (4): 781—808. doi:10.2307/840224. JSTOR 840224. Архів оригіналу (PDF) за 17 Травня 2018. Процитовано 28 Квітня 2020.

### Книжки
- Blasko, Dennis (2006). The Chinese Army Today: Tradition and Transformation for the 21st Century. Routledge. ISBN 9781135988777.
- Dimitrov, Vessellin (2006). Bulgaria: A Core Against the Odds. У Dimitrov, Vessellin; Goetz, H. Klaus; Wollmann, Hellmut (ред.). Governing after Communism: Institutions and Policymaking (вид. 2nd). Martinus Nijhoff Publishers. с. 159—203. ISBN 9780742540095.
- Ellman, Michael (2014). Socialist Planning (вид. 3rd). Cambridge University Press. ISBN 9781107427327.
- Evans, Daniel (1993). Soviet Marxism–Leninism: The Decline of an Ideology. ABC-CLIO. ISBN 9780275947637.
- Feldbrugge, F. J. M. (1985). Council of Ministers. У Feldbrugge, F. J. M.; Van den Berg, G. P.; Simons, William B. (ред.). Encyclopedia of Soviet Law (вид. 2nd). Martinus Nijhoff Publishers. с. 202—204. ISBN 1349060860.
- Harding, Neil (1981). What Does It Mean to Call a Regime Marxist?. У Szajkowski, Bogdan (ред.). Marxist Governments. Т. 1. Palgrave Macmillan. с. 22—33. ISBN 978-0-333-25704-3.
- Hazard, John (1985). Constitutional Law. У Feldbrugge, F. J. M.; Van den Berg, G. P.; Simons, William B. (ред.). Encyclopedia of Soviet Law (вид. 2nd). Martinus Nijhoff Publishers. с. 162—163. ISBN 1349060860.
- Li, Lin (2017). Building the Rule of Law in China. Elsevier. ISBN 9780128119303.
- Loeber, Dietrich Andre (1984). On the Status of the CPSU within the Soviet Legal System. У Simons, William; White, Stephen (ред.). The Party Statutes of the Communist World. Martinus Nijhoff Publishers. с. 1—22. ISBN 9789024729753.
- Nelson, Daniel (1982). Communist Legislatures and Communist Politics. У Nelson, Daniel; White, Stephen (ред.). Communist Legislatures in Comparative Perspective. Т. 1. Palgrave Macmillan. с. 1—13. ISBN 1349060860.
- Rosser, Marianne; Rosser, Barkley (2003). Comparative Economics in a Transforming World Economy. MIT Press. ISBN 978-0262182348.
- Staar, Richard (1988). Communist Regimes in Eastern Europe (вид. 4th). Hoover Press. ISBN 9780817976934.
- Steele, David Ramsay (September 1999). From Marx to Mises: Post Capitalist Society and the Challenge of Economic Calculation. Open Court. ISBN 978-0875484495.
- Triska, Jan, ред. (1968). Constitution of the Communist-Party States. Hoover Institution Publications. ISBN 978-0817917012.
- Tung, W.L. (2012). The Political Institutions of Modern China (вид. 2nd). Springer Science & Business Media. ISBN 9789401034432.
- White, Stephen; Gardner, John; Schöpflin, George (1987). Communist Political Systems (вид. 2nd). Macmillan Education. ISBN 0-333-44108-7.
- Wilczynski, J. (2008). The Economics of Socialism after World War Two: 1945-1990. Aldine Transaction. ISBN 9780202362281.